# Balantiopteryx
Balantiopteryx (Peters, 1867) è un genere di pipistrelli della famiglia degli Emballonuridi.

## Descrizione

### Dimensioni
Al genere Balantiopteryx appartengono pipistrelli di piccole dimensioni, con lunghezza della testa e del corpo tra 48 e 55 mm, la lunghezza dell'avambraccio tra 35 e 49 mm, la lunghezza della coda tra 12 e 21 mm e un peso fino a 9 g.

### Caratteristiche craniche e dentarie
Il cranio presenta un rostro corto, largo e rigonfi,o attraversato da un solco longitudinale verso l'estremità. Le ossa pre-mascellari sono poco sviluppate.
Sono caratterizzati dalla seguente formula dentaria:

### Aspetto
Le parti dorsali variano dal grigiastro scuro al marrone scuro, mentre le parti ventrali sono più chiare. Il muso è appuntito, con il labbro superiore sporgente. Gli occhi sono relativamente grandi. Le orecchie sono relativamente piccole, separate e leggermente arrotondate. Il trago è solitamente piccolo e arrotondato. La sacca alare è posizionata davanti al gomito ed è aperta verso il corpo. Le membrane alari sono attaccate posteriormente lungo le anche. La coda, come negli altri membri della famiglia, fuoriesce dall'uropatagio circa a metà della sua lunghezza, per poi divenire libera e visibile dorsalmente.

## Etimologia
Il termine generico deriva dalla combinazione delle due parole greche βαλαντιο-, borsa e -πτερυγ, ala, con chiara allusione alle caratteristiche sacche presenti sulla superficie dorsale della membrana alare.

## Distribuzione
Il genere è diffuso in America Centrale e meridionale.

## Tassonomia
Il genere comprende 3 specie.
- Balantiopteryx infusca
- Balantiopteryx io
- Balantiopteryx plicata